# Liste des chapitres de Samurai Deeper Kyo
Cet article présente la liste des chapitres du manga Samurai Deeper Kyo.

## Volumes reliés

### Tomes 1 à 10
| no | Japonais         | Japonais      | Français         | Français          |
| no | Date de sortie   | ISBN          | Date de sortie   | ISBN              |
| --- | ---------------- | ------------- | ---------------- | ----------------- |
| 1 | 15 octobre 1999  | 4-06-312749-4 | 14 avril 2001    | 978-2-87-129354-5 |
| Couverture :Liste des chapitres : - Chapitre 1 : Kyoshiro Mibu - Chapitre 2 : Kyo aux yeux de démon - Chapitre 3 : La femme fatale - Chapitre 4 : Le danger imminent - Chapitre 5 : La volonté du père |                  |               |                  |                   |
| 2 | 17 novembre 1999 | 4-06-312778-8 | 7 juillet 2001   | 978-2-87-129355-2 |
| Couverture :Liste des chapitres : - Chapitre 6 : La profondeur - Chapitre 7 : La technique secrète - Chapitre 8 : La force légendaire - Chapitre 9 : La rencontre de Yuya et des petits voleurs - Chapitre 10 : Yuya, spectacle d'un combat passionné - Chapitre 11 : Le cerisier et le corbeau - Chapitre 12 : Les poisons du scorpion - Chapitre 13 : L'apparition des yeux du démon - Chapitre 14 : Le troisième                                                 |                  |               |                  |                   |
| 3 | 17 janvier 2000  | 4-06-312794-X | 8 septembre 2001 | 978-2-87-129356-9 |
| Couverture :Liste des chapitres : - Chapitre 15 : La machination - Chapitre 16 : L'éveil - Chapitre 17 : L'attaque du corbeau blanc - Chapitre 18 : Couvert de fleurs de cerisiers, le corbeau vole et ne cesse de pleurer - Chapitre 19 : Au bout de l'illusion - Chapitre 20 : Les ailes du tigre - Chapitre 21 : Celui qui a battu Kyo aux yeux de démon. - Chapitre 22 : Genjiro - Chapitre 23 : L'arrivée à Edo                                                |                  |               |                  |                   |
| 4 | 14 avril 2000    | 4-06-312830-X | 10 novembre 2001 | 978-2-87-129357-6 |
| Couverture :Liste des chapitres : - Chapitre 24 : La femme araignée - Chapitre 25 : Le début du grand tournoi - Chapitre 26 : Ambition au clair de lune - Chapitre 27 : La veille de la finale - Chapitre 28 : Le souvenir du démon - Chapitre 29 : Le combat des puissants - Chapitre 30 : La loyauté et la fierté - Chapitre 31 : La chanson du vainqueur - Chapitre 32 : L'avènement des trois démons                                                            |                  |               |                  |                   |
| 5 | 16 juin 2000     | 4-06-312850-4 | 19 janvier 2002  | 978-2-87-129404-7 |
| Couverture :Liste des chapitres : - Chapitre 33 : Le mensonge s’effondre - Chapitre 34 : À la frontière de la mort - Chapitre 35 : Une différence d'« un pas » - Chapitre 36 : L'héritier du sang obscur - Chapitre 37 : La femme de la nuit sans lune - Chapitre 38 : Akira, l'aveugle - Chapitre 39 : L'invitation dans la foret - Chapitre 40 : Les habitants de la foret - Chapitre 41 : Les habitants de la « mer aux flammes bleues »                         |                  |               |                  |                   |
| 6 | 10 août 2000     | 4-06-312870-9 | 22 avril 2002    | 978-2-50-500766-1 |
| Couverture :Liste des chapitres : - Chapitre 42 : Je te croirais - Chapitre 43 : Le personnage énigmatique - Chapitre 44 : Le coup secret - Chapitre 45 : Jeu de poupée - Chapitre 46 : 10 minutes... et après - Chapitre 47 : Le cri du dragon qui dort - Chapitre 48 : Une grande étoile rouge - Chapitre 49 : Derrière le sourire - Chapitre 50 : Le fils de la forêt                                                                                            |                  |               |                  |                   |
| 7 | 16 novembre 2000 | 4-06-312903-9 | 6 juillet 2002   | 978-2-87-129430-6 |
| Couverture :Liste des chapitres : - Chapitre 51 : Le sabre ensorcelant « Muramasa » - Chapitre 52 : Un visiteur tard dans la nuit - Chapitre 53 : Le plus grand imbécile au pouvoir - Chapitre 54 : La défaite de Kyo aux yeux de démon - Chapitre 55 : La palpitation du démon - Chapitre 56 : L'éveil de Kyo aux yeux du démon - Chapitre 57 : Les intentions secrètes de Shindara - Chapitre 58 : Les retrouvailles d'un cher ennemi - Chapitre 59 : La disgrâce |                  |               |                  |                   |
| 8 | 17 janvier 2001  | 4-06-312926-8 | 2 novembre 2002  | 978-2-87-129443-6 |
| Couverture :Liste des chapitres : - Chapitre 60 : Une étoile rouge géante et brillante - Chapitre 61 : Le loup solitaire - Chapitre 62 : L'homme à la blessure dans le dos - Chapitre 63 : Vers la terre rouge - Chapitre 64 : L'ouverture des « portes » - Chapitre 65 : Le gardien des « portes » - Chapitre 66 : Le retour de l'étoile géante - Chapitre 67 : Combat mortel, 1er coup de sabre - Chapitre 68 : Combat mortel, second coup de sabre               |                  |               |                  |                   |
| 9 | 16 mars 2001     | 4-06-312949-7 | 18 janvier 2003  | 978-2-87-129490-0 |
| Couverture :Liste des chapitres : - Chapitre 69 : Combat mortel, 3e coup de sabre - Chapitre 70 : Combat mortel, 4e coup de sabre - Chapitre 71 : Combat mortel, 5e coup de sabre - Chapitre 72 : Combat mortel, 6e coup de sabre - Chapitre 73 : Combat mortel, 7e coup de sabre - Chapitre 74 : Combat mortel, 8e coup de sabre - Chapitre 75 : Combat mortel, 9e coup de sabre - Chapitre 76 : Combat mortel, 10e coup de sabre                                  |                  |               |                  |                   |
| 10 | 17 mai 2001      | 4-06-312970-5 | 3 mai 2003       | 978-2-87-129521-1 |
| Couverture :Liste des chapitres : - Chapitre 77 : Combat mortel, 11e coup de sabre - Chapitre 78 : Combat mortel, 12e coup de sabre - Chapitre 79 : Rencontre - Chapitre 80 : Le coup de grâce - Chapitre 81 : La fin du duel - Chapitre 82 : Ce qui a été acquis, ce qui a été perdu - Chapitre 83 : La boite à pharmacie - Chapitre 84 : Le chemin - Chapitre 85 : Le borgne                                                                                      |                  |               |                  |                   |

### Tomes 11 à 20
| no | Japonais          | Japonais      | Français          | Français          |
| no | Date de sortie    | ISBN          | Date de sortie    | ISBN              |
| --- | ----------------- | ------------- | ----------------- | ----------------- |
| 11 | 17 juillet 2001   | 4-06-312992-6 | 6 septembre 2003  | 978-2-87-129544-0 |
| Couverture :Liste des chapitres : - Chapitre 86 : Bontenmaru - Chapitre 87 : Les quatre sacrés du ciel - Chapitre 88 : Le saint homme sous la menace - Chapitre 89 : Les assassins envoyés par les dieux - Chapitre 90 : Le clan des dieux - Histoire annexe : Le dragon du ciel bleu (première partie) - Histoire annexe : Le dragon du ciel bleu (deuxième partie) |                   |               |                   |                   |
| 12 | 17 octobre 2001   | 4-06-313031-2 | 6 décembre 2003   | 978-2-87-129560-0 |
| Couverture :Liste des chapitres : - Chapitre 91 : Le grand sabre qui danse - Chapitre 92 : La technique Saigyo des sept dragons d'eau - Chapitre 93 : Le secret du vent divin obscur - Chapitre 94 : Le défi de Shinrei - Chapitre 95 : Le lien - Chapitre 96 : L'héritier du vent divin obscur - Chapitre 97 : Le charisme - Chapitre 98 : Hokuraku Shimon          |                   |               |                   |                   |
| 13 | 17 décembre 2001  | 4-06-313053-3 | 7 février 2004    | 978-2-87-129608-9 |
| Couverture :Liste des chapitres : - Chapitre 99 : Le cri du tigre résonne - Chapitre 100 : Le sabre du tonnerre - Chapitre 101 : Le tonnerre de la loyauté - Chapitre 102 : Après une longue nuit - Chapitre 103 : Une femme malheureuse - Chapitre 104 : Luciole - Chapitre 105 : La danse des canons de feu - Chapitre 106 : Quatre ans après                      |                   |               |                   |                   |
| 14 | 15 février 2002   | 4-06-313074-6 | 17 avril 2004     | 978-2-87-129621-8 |
| Couverture :Liste des chapitres : - Chapitre 107 : Le retour du démon - Chapitre 108 : Peace and love - Chapitre 109 : Le joker - Chapitre 110 : Deux fautes graves - Chapitre 111 : Le corps - Chapitre 112 : Celui qui porte la croix rouge dans le dos - Chapitre 113 : Les diablesses en blouse blanche - Chapitre 114 : Douze Heures                            |                   |               |                   |                   |
| 15 | 17 mai 2002       | 4-06-363104-4 | 19 juin 2004      | 978-2-87-12963-17 |
| Couverture :Liste des chapitres : - Chapitre 115 : La ville basse - Chapitre 116 : La couleur du cœur - Chapitre 117 : La route de l'espoir - Chapitre 118 : La salle du temps - Chapitre 119 : Le fil du destin - Chapitre 120 : Le laboratoire de vie - Chapitre 121 : Les larmes - Chapitre 122 : Le serment du sang                                              |                   |               |                   |                   |
| 16 | 17 juillet 2002   | 4-06-363123-0 | 28 août 2004      | 978-2-87-129641-6 |
| Couverture :Liste des chapitres : - Chapitre 123 : La solitude et la force - Chapitre 124 : De puissantes flammes - Chapitre 125 : Ce qui coince - Chapitre 126 : Suzaku - Chapitre 127 : Les deux oiseaux de feu - Chapitre 128 : Le chemin - Chapitre 129 : Le secret de sa force - Chapitre 130 : Retrouvailles avec un rival                                     |                   |               |                   |                   |
| 17 | 17 septembre 2002 | 4-06-363145-1 | 16 octobre 2004   | 978-2-87-129652-2 |
| Couverture :Liste des chapitres : - Chapitre 131 : La rancœur des morts - Chapitre 132 : L'âme du Samouraï - Chapitre 133 : Le château de glace - Chapitre 134 : Les années de glace - Chapitre 135 : La distance entre lui et moi - Chapitre 136 : Loin devant - Chapitre 137 : La mort d'une déjà morte - Chapitre 138 : Le fantôme de l'enfer                     |                   |               |                   |                   |
| 18 | 15 novembre 2002  | 4-06-363166-4 | 1er décembre 2004 | 978-2-87-129665-2 |
| Couverture :Liste des chapitres : - Chapitre 139 : Les doutes - Chapitre 140 : Le lieu où se cache le trésor - Chapitre 141 : Le rêveur - Chapitre 142 : Le troisième gardien - Chapitre 143 : La pluie - Chapitre 144 : Le jeu des sanctions - Chapitre 145 : Le dernier coup de sabre - Chapitre 146 : La colère du démon                                          |                   |               |                   |                   |
| 19 | 17 janvier 2003   | 4-06-363190-7 | 4 février 2005    | 978-2-87-129715-4 |
| Couverture :Liste des chapitres : - Chapitre 147 : Pour en finir - Chapitre 148 : Immortel - Chapitre 149 : La vérité de Mahiro - Chapitre 150 : Les convictions de Yuya - Chapitre 151 : Le quatrième gardien - Chapitre 152 : En tant qu'homme - Chapitre 153 : Le dieu de la guerre, Ashura - Chapitre 154 : « Cœur » contre « Sans-cœur »                        |                   |               |                   |                   |
| 20 | 17 mars 2003      | 4-06-363213-X | 15 avril 2005     | 978-2-87-129768-0 |
| Couverture :Liste des chapitres : - Chapitre 155 : Dépasser son père - Chapitre 156 : D'égal à égal - Chapitre 157 : L'importance des sentiments - Chapitre 158 : Du côté de la lumière - Chapitre 159 : La vérité sur Yuya Shiina - Chapitre 160 : Le fugitif - Chapitre 161 : Le trésor suprême - Chapitre 162 : Les funérailles de feu                            |                   |               |                   |                   |

### Tomes 21 à 30
| no | Japonais          | Japonais      | Français           | Français          |
| no | Date de sortie    | ISBN          | Date de sortie     | ISBN              |
| --- | ----------------- | ------------- | ------------------ | ----------------- |
| 21 | 17 juillet 2003   | 4-06-363258-X | 30 juin 2005       | 978-2-87-129789-5 |
| Couverture :Liste des chapitres : - Chapitre 163 : La dernière des cinq portes - Chapitre 164 : Le guerrier fidèle aux Mibu - Chapitre 165 : Le rythme de la danse - Chapitre 166 : L'envol - Chapitre 167 : Le deuxième oiseau - Chapitre 168 : Le faux et le vrai - Chapitre 169 : Le seul demi-frère - Chapitre 170 : Les "chaînes" de la justice                                        |                   |               |                    |                   |
| 22 | 12 août 2003      | 4-06-363271-7 | 26 août 2005       | 978-2-87-129809-0 |
| Couverture :Liste des chapitres : - Chapitre 171 : La souffrance - Chapitre 172 : Le "démon" - Chapitre 173 : Le monstre blanc - Chapitre 174 : Les chaînes brisées - Chapitre 175 : La véritable force - Chapitre 176 : Le dernier membre des Quatre Sacrés du ciel - Chapitre 177 : Mademoiselle Akari - Chapitre 178 : Esprits malins                                                    |                   |               |                    |                   |
| 23 | 17 octobre 2003   | 4-06-363296-2 | 21 octobre 2005    | 978-2-87-129827-4 |
| Couverture :Liste des chapitres : - Chapitre 179 : Les Quatre Sacrés du ciel en action - Chapitre 180 : Invincibles - Chapitre 181 : Les routes se séparent - Chapitre 182 : L'hélice en bambou - Chapitre 183 : La métamorphose - Chapitre 184 : Surnom : le monstre - Chapitre 185 : La chaleur d'une main - Chapitre 186 : Le diable de pierre                                           |                   |               |                    |                   |
| 24 | 17 décembre 2003  | 4-06-363317-9 | 2 décembre 2005    | 978-2-87-129846-5 |
| Couverture :Liste des chapitres : - Chapitre 187 : La définition de la colère - Chapitre 188 : Une rencontre improbable - Chapitre 189 : Le lien qui se féfait - Chapitre 190 : Le symbole de l'amitié - Chapitre 191 : L'éveil de Sasuke - Chapitre 192 : L'envol sacré vers le Ciel - Chapitre 193 : Un bâtonnet de feu d'artifice - Chapitre 194 : L'ennemi qui est en soi               |                   |               |                    |                   |
| 25 | 17 février 2004   | 4-06-363335-7 | 3 février 2006     | 978-2-87-129902-8 |
| Couverture :Liste des chapitres : - Chapitre 195 : Le dernier coup secret : le Hassun à l'envers - Chapitre 196 : Le "truc" habituel - Chapitre 197 : Les convictions de Kubira - Chapitre 198 : La maladie de la mort - Chapitre 199 : Le samouraï enflammé - Chapitre 200 : Ici, c'est la bonne porte - Chapitre 201 : Celui qui n'est pas humain - Chapitre 202 : L'expert des proverbes |                   |               |                    |                   |
| 26 | 16 avril 2004     | 4-06-363357-8 | 7 avril 2006       | 978-2-87-129921-9 |
| Couverture :Liste des chapitres : - Chapitre 203 : Le réveil de la bête - Chapitre 204 : Le dressage - Chapitre 205 : Adieu, véritable samouraï - Chapitre 206 : Le traître - Chapitre 207 : L'ex-roi rouge - Chapitre 208 : Une couleur qui ne change pas - Chapitre 209 : Les courageux guerriers - Chapitre 210 : La vitesse divine du hochequeue                                        |                   |               |                    |                   |
| 27 | 17 juin 2004      | 4-06-363395-0 | 16 juin 2006       | 978-2-87-129940-0 |
| Couverture :Liste des chapitres : - Chapitre 211 : Une loyauté maladroite - Chapitre 212 : Le duel le plus redoutable de l'Histoire - Chapitre 213 : La distraction des samouraïs - Chapitre 214 : Aujourd'hui, c'est le jour du ragoüt - Chapitre 215 : Bienvenue au Palais du yin et du yang - Chapitre 216 : N°13 - Chapitre 217 : Les frères chanceux - Chapitre 218 : La dame pipi     |                   |               |                    |                   |
| 28 | 17 septembre 2004 | 4-06-363424-8 | 1er septembre 2006 | 978-2-87-129968-4 |
| Couverture :Liste des chapitres : - Chapitre 219 : Une spectatrice au gré du vent - Chapitre 220 : L'habitant du sabre maléfique - Chapitre 221 : Une victoire faussée - Chapitre 222 : Le paradis sous terre - Chapitre 223 : L'autre homme aux yeux rouges - Chapitre 224 : Tokito des Quatre Sages - Chapitre 225 : Un homme, Bontenmaru - Chapitre 226 : Le rêve éveillé                |                   |               |                    |                   |
| 29 | 17 novembre 2004  | 4-06-363447-7 | 6 octobre 2006     | 978-2-87-129981-3 |
| Couverture :Liste des chapitres : - Chapitre 227 : Les quatrièmes retrouvailles - Chapitre 228 : Ciel rouge, terre blanc - Chapitre 229 : Quelqu'un qui compte beaucoup - Chapitre 230 : Le vrai "démon" - Chapitre 231 : Rêve ou réalité - Chapitre 232 : Les dernières flammes de l'âme - Chapitre 233 : Un instant d'éternité - Chapitre 234 : Une décision, quatre ans après            |                   |               |                    |                   |
| 30 | 17 janvier 2005   | 4-06-363472-8 | 8 décembre 2006    | 978-2-87-129992-9 |
| Couverture :Liste des chapitres : - Chapitre 235 : La preuve du "roi" - Chapitre 236 : Séparation et retrouvailles - Chapitre 237 : Un monde inconnu - Chapitre 238 : La maison de Luciole - Chapitre 239 : Le bol avec le poussin - Chapitre 240 : En cours de route - Chapitre 241 : Les limites et le miracle - Chapitre 242 : La révolte                                                |                   |               |                    |                   |

### Tomes 31 à 38
| no | Japonais         | Japonais          | Français        | Français          |
| no | Date de sortie   | ISBN              | Date de sortie  | ISBN              |
| --- | ---------------- | ----------------- | --------------- | ----------------- |
| 31 | 17 mars 2005     | 4-06-362040-9     | 16 février 2007 | 978-2-50-500040-2 |
| Couverture :Liste des chapitres : - Chapitre 243 : Au comble du désespoir - Chapitre 244 : Un kata libre - Chapitre 245 : Tourne trois fois sur toi-même et aboie - Chapitre 246 : Le feu d'une luciole - Chapitre 247 : Une âme qui ne s'abîme pas - Chapitre 248 : L'histoire d'une flamme - Chapitre 249 : La dernière leçon - Chapitre 250 : Love-love trouble |                  |                   |                 |                   |
| 32 | 17 juin 2005     | 4-06-363536-8     | 20 avril 2007   | 978-2-50-500080-8 |
| Couverture :Liste des chapitres : - Chapitre 251 : Le repère de la bande de l'enfant démon - Chapitre 252 : Akira, seul face à lui-même - Chapitre 253 : Ton dos - Chapitre 254 : Le sabre de la main gauche - Chapitre 255 : Le "super capteur de froid" - Chapitre 256 : La sainte mère - Chapitre 257 : Un miracle inéluctable - Chapitre 258 : La distance pour atteindre son dos |                  |                   |                 |                   |
| 33 | 17 août 2005     | 4-06-363560-0     | 15 juin 2007    | 978-2-50-500107-2 |
| Couverture :Liste des chapitres : - Chapitre 259 : Le chemin des bêtes - Chapitre 260 : Les vibrations du tout-puissant - Chapitre 261 : Confucius, un homme plein de sagesse - Chapitre 262 : Le chat et la souris - Chapitre 263 : Le dernier regard du hochequeue - Chapitre 264 : La promesse - Chapitre 265 : Un pion - Chapitre 266 : "The" samouraï |                  |                   |                 |                   |
| 34 | 17 octobre 2005  | 4-06-363583-X     | 24 août 2007    | 978-2-50-500159-1 |
| Couverture :Liste des chapitres : - Chapitre 267 : Un rêve fugace - Chapitre 268 : Pour la première et la dernière fois de la vie - Chapitre 269 : Les gardiens célestes - Chapitre 270 : La suite du rêve - Chapitre 271 : Un cœur bien réel - Chapitre 272 : Le véritable clan Mibu - Chapitre 273 : Les combats acharnés du clan - Chapitre 274 : Les poupées guerrières |                  |                   |                 |                   |
| 35 | 16 décembre 2005 | 4-06-363607-0     | 5 octobre 2007  | 978-2-50-500182-9 |
| Couverture :Liste des chapitres : - Chapitre 275 : Une espèce défectueuse - Chapitre 276 : Un clan désespéré - Chapitre 277 : L'envol de l'air - Chapitre 278 : Un soleil qui ne se couche pas - Chapitre 279 : Éphémère - Chapitre 280 : Karma - Chapitre 281 : Le signe de la vie - Chapitre 282 : Celui qui descend du ciel |                  |                   |                 |                   |
| 36 | 16 février 2006  | 4-06-363627-5     | 7 décembre 2007 | 978-2-50-500200-0 |
| Couverture :Liste des chapitres : Le yin et le yang - Chapitre 283 : Le 1er grand sabre : l'homme contraire - Chapitre 284 : Le 2e grand sabre : le "bien" parfait - Chapitre 285 : Le 3e grand sabre : les quatre chevaliers de la croix rouge - Chapitre 286 : Le 4e grand sabre : le combat des véritables yeux rouges - Chapitre 287 : Le 5e grand sabre : la synchronisation - Chapitre 288 : Le 6e grand sabre : une pluie de désespoir - Chapitre 289 : Le 7e grand sabre : les liens - Chapitre 290 : Le 8e grand sabre : au bout de ses convictions                                              |                  |                   |                 |                   |
| 37 | 17 avril 2006    | 4-06-363653-4     | 15 février 2008 | 978-2-50-500270-3 |
| Couverture :Liste des chapitres : - Chapitre 291 : Le 9e grand sabre : l'autre conviction - Chapitre 292 : Le 10e grand sabre : la mémoire du yin - Chapitre 293 : Le 11e grand sabre : quand les fleurs de cerisier éclosent - Chapitre 294 : Le 12e grand sabre : un combat solitaire - Chapitre 295 : Le 13e grand sabre : la force divine Le dieu Taichi - Chapitre 296 : Le 1er grand sabre : la punition - Chapitre 297 : Le 2e grand sabre : le début de la fin de ce monde - Chapitre 298 : Le 3e grand sabre : le plus grand des dragons - Chapitre 299 : Le 4e grand sabre : trembler de colère |                  |                   |                 |                   |
| 38 | 14 juillet 2006  | 978-4-06-363689-5 | 11 avril 2008   | 978-2-50-500335-9 |
| Couverture :Liste des chapitres : - Chapitre 300 : Le 5e grand sabre : le dieu démoniaque se déchaîne - Chapitre 301 : Le 6e grand sabre : le signe céleste - Chapitre 302 : Le 7e grand sabre : cerné par ses ennemis - Chapitre 303 : Le 8e grand sabre : les voix - Chapitre 304 : Le 9e grand sabre : le vœu - Chapitre 305 : Le 10e grand sabre : les fleurs mortuaires - Chapitre 306 : Le 11e grand sabre : le chemin - Dernier chapitre : Ceux qui tissent l'histoire - En cours de route |                  |                   |                 |                   |

### Kôdansha
1. 1 2  Tome 1
2. 1 2  Tome 2
3. 1 2  Tome 3
4. 1 2  Tome 4
5. 1 2  Tome 5
6. 1 2  Tome 6
7. 1 2  Tome 7
8. 1 2  Tome 8
9. 1 2  Tome 9
10. 1 2  Tome 10
11. 1 2  Tome 11
12. 1 2  Tome 12
13. 1 2  Tome 13
14. 1 2  Tome 14
15. 1 2  Tome 15
16. 1 2  Tome 16
17. 1 2  Tome 17
18. 1 2  Tome 18
19. 1 2  Tome 19
20. 1 2  Tome 20
21. 1 2  Tome 21
22. 1 2  Tome 22
23. 1 2  Tome 23
24. 1 2  Tome 24
25. 1 2  Tome 25
26. 1 2  Tome 26
27. 1 2  Tome 27
28. 1 2  Tome 28
29. 1 2  Tome 29
30. 1 2  Tome 30
31. 1 2  Tome 31
32. 1 2  Tome 32
33. 1 2  Tome 33
34. 1 2  Tome 34
35. 1 2  Tome 35
36. 1 2  Tome 36
37. 1 2  Tome 37
38. 1 2  Tome 38

### Kana
1. 1 2  Tome 1
2. 1 2  Tome 2
3. 1 2  Tome 3
4. 1 2  Tome 4
5. 1 2  Tome 5
6. 1 2  Tome 6
7. 1 2  Tome 7
8. 1 2  Tome 8
9. 1 2  Tome 9
10. 1 2  Tome 10
11. 1 2  Tome 11
12. 1 2  Tome 12
13. 1 2  Tome 13
14. 1 2  Tome 14
15. 1 2  Tome 15
16. 1 2  Tome 16
17. 1 2  Tome 17
18. 1 2  Tome 18
19. 1 2  Tome 19
20. 1 2  Tome 20
21. 1 2  Tome 21
22. 1 2  Tome 22
23. 1 2  Tome 23
24. 1 2  Tome 24
25. 1 2  Tome 25
26. 1 2  Tome 26
27. 1 2  Tome 27
28. 1 2  Tome 28
29. 1 2  Tome 29
30. 1 2  Tome 30
31. 1 2  Tome 31
32. 1 2  Tome 32
33. 1 2  Tome 33
34. 1 2  Tome 34
35. 1 2  Tome 35
36. 1 2  Tome 36
37. 1 2  Tome 37
38. 1 2  Tome 38